# Ricardinho (ur. 1989)
Ricardinho, właśc. Ricardo Cavalcante Mendes (ur. 4 września 1989 w São Paulo) – brazylijski piłkarz grający na pozycji pomocnika lub napastnika.

## Kariera
Jest wychowankiem brazylijskiego EC Santo André. Do 2007 roku występował w tym klubie w sekcji juniorów. W ciągu następnych dwóch sezonów zagrał w zaledwie 2 meczach.
W 2010 roku grał w Mogi Mirim EC, a później przeniósł się do Polski. Bronił najpierw barw Bogdanki Łęczna, gdzie w 16 spotkaniach I ligi zdobył 5 goli. Następnie występował w Wiśle Płock. W drużynie z Mazowsza strzelił 12 bramek w 33 meczach. Od sezonu 2012/13 reprezentował Lechię Gdańsk, którą opuścił po roku na rzecz mołdawskiego Sheriffa Tyraspol. W międzyczasie reprezentował barwy Sharjah na zasadzie półrocznego wypożyczenia. Po sezonie 2016/2017 opuścił Tyraspol, jesień spędził grając dla Crvenej Zvezdy a wiosną sezonu 2017/2018 reprezentował barwy FK Tosno. W lipcu 2018 powrócił do Wisły Płock. Grał w niej do jesieni 2019. Następnie występował w klubie Khor Fakkan Club (Zjednoczone Emiraty Arabskie) do końca 2020.
W lutym 2021 podpisał kontrakt z ŁKS-em Łódź

## Statystyki kariery

### Seniorskiej
Dane z dnia 1 stycznia 2019:
| Klub                   | Sezon              | Liga               | Liga  | Liga   | Puchar krajowy | Puchar krajowy | Europa | Europa | Suma  | Suma   |
| Klub                   | Sezon              | Liga               | Mecze | Bramki | Mecze          | Bramki         | Mecze  | Bramki | Mecze | Bramki |
| ---------------------- | ------------------ | ------------------ | ----- | ------ | -------------- | -------------- | ------ | ------ | ----- | ------ |
| GKS Bogdanka           | 2010/11            | I liga             | 16    | 5      | 0              | 0              | –      | –      | 16    | 5      |
| Wisła Płock            | 2011/12            | I liga             | 33    | 12     | 1              | 0              | –      | –      | 34    | 12     |
| Lechia Gdańsk          | 2012/13            | Ekstraklasa        | 27    | 7      | 1              | 0              | –      | –      | 28    | 7      |
| Sheriff Tyraspol       | 2013/14            | Divizia Națională  | 28    | 8      | 0              | 0              | 11     | 2      | 39    | 10     |
| Sheriff Tyraspol       | 2014/15            | Divizia Națională  | 23    | 19     | 0              | 0              | 6      | 1      | 29    | 20     |
| Sheriff Tyraspol       | 2015/16            | Divizia Națională  | 13    | 6      | 0              | 0              | 2      | 0      | 15    | 6      |
| Sharjah (wypożyczenie) | 2015/16            | UAE Gulf League    | 12    | 3      | 0              | 0              | 0      | 0      | 12    | 3      |
| Sheriff Tyraspol       | 2016/17            | Divizia Națională  | 27    | 15     | 0              | 0              | 2      | 0      | 29    | 15     |
| FK Crvena zvezda       | 2017/18            | SuperLiga          | 3     | 1      | 1              | 0              | 6      | 0      | 10    | 1      |
| FK Tosno               | 2017/18            | Premier Liga       | 9     | 0      | 2              | 0              | 0      | 0      | 11    | 0      |
| Wisła Płock            | 2018/19            | Ekstraklasa        | 20    | 9      | 2              | 1              | -      | -      | 22    | 10     |
| Ogólnie w karierze     | Ogólnie w karierze | Ogólnie w karierze | 211   | 85     | 7              | 1              | 27     | 3      | 245   | 89     |